# بلس-روبیو

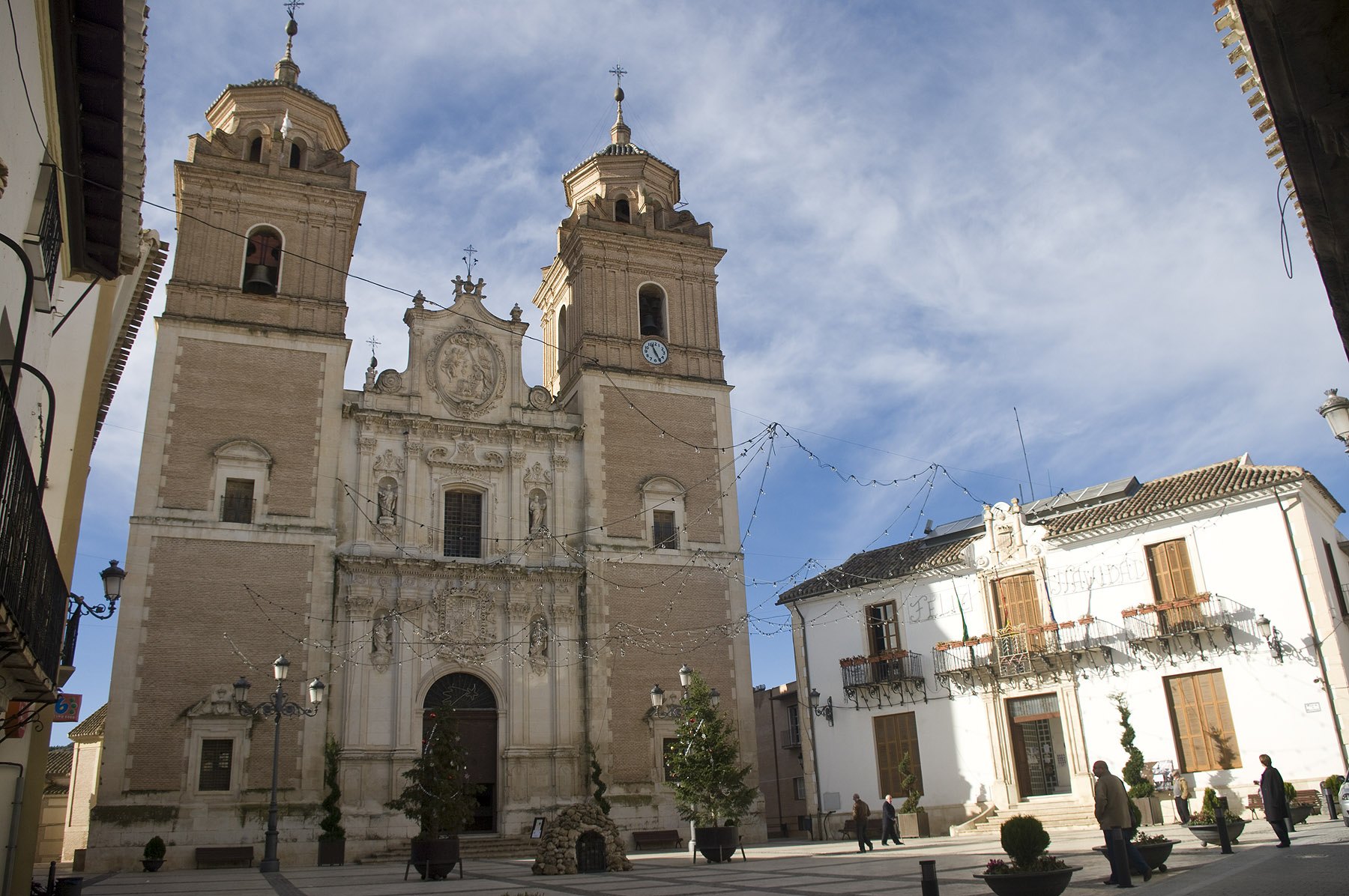
نمایی از کلیسای دهستان بلس-روبیو در استان آلمریای اسپانیا - ۲۰۰۹

بلس-روبیو دهستانی در استان آلمریای اسپانیا است.
در این دهستان ۶٬۵۹۲ نفر زندگی می‌کنند. مساحت این دهستان ۲۸۲ کیلومتر مربع است.